# Cabral (piłkarz)
Cabral, właśc. Adilson Tavares Varela (ur. 22 października 1988 w Prai) – szwajcarski piłkarz, urodzony w Republice Zielonego Przylądka, występujący na pozycji defensywnego pomocnika lub obrońcy.

## Kariera
Cabral grał początkowo w rezerwach Lausanne Sports, a w pierwszym składzie zadebiutował w 2005 roku. Dla drużyny z Lozanny rozegrał 26 spotkań. W 2007 na zasadzie wolnego transferu, podpisał 3 letni kontrakt z FC Basel. Następnie grał w: Sevilla Atlético, Sunderlandzie i Genoi. W 2015 przeszedł do FC Zürich.
Pomimo urodzenia w Republice Zielonego Przylądka postanowił grać w szwajcarskiej drużynie U-21.